# Gneu Fulvi Gil·ló
Gneu Fulvi Gil·ló (en llatí Cnaeus Fulvius Gillo) va ser un magistrat romà del segle ii aC, segurament fill de Quintus Fulvius Gillo.
Va ser pretor l'any 167 aC i va tenir com a província la Hispània Citerior.